# Norfolk (hrabstwo St. Lawrence)
Norfolk – jednostka osadnicza w Stanach Zjednoczonych, w stanie Nowy Jork, w hrabstwie St. Lawrence.